# Csoma, Somogy
Csoma  este un sat în districtul Kaposvár, județul Somogy, Ungaria, având o populație de 442 de locuitori (2011). 

## Demografie
Componența etnică a satului Csoma
     Maghiari (97,17%)
     Romi (2,83%)
Componența confesională a satului Csoma
     Romano-catolici (64,93%)
     Fără religie (7,92%)
     Reformați (4,3%)
     Necunoscută (22,85%)
Conform recensământului din 2011, satul Csoma avea 442 de locuitori. Din punct de vedere etnic, majoritatea locuitorilor (97,17%) erau maghiari, cu o minoritate de romi (2,83%).  Din punct de vedere confesional, majoritatea locuitorilor (64,93%) erau romano-catolici, existând și minorități de persoane fără religie (7,92%) și reformați (4,3%). Pentru 22,85% din locuitori nu este cunoscută apartenența confesională.